# Hans Wislicenus
Hans Wislicenus (* 3. Dezember 1864 in Weimar; † 13. Dezember 1939 in Berlin) war ein deutscher Porträt-, Historien- und Genremaler.

## Leben

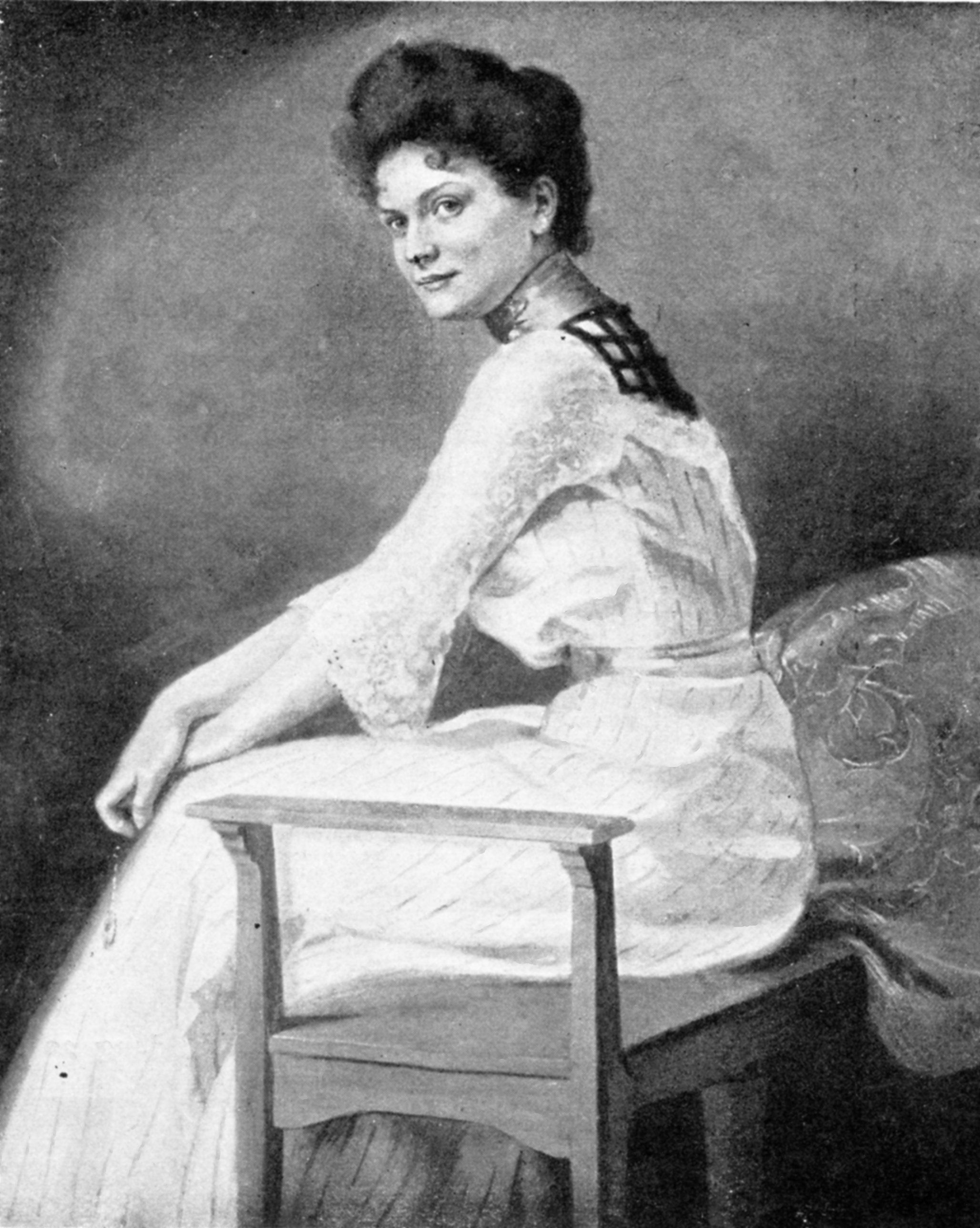
Damenbildnis, das Wislicenus 1901 auf der Großen Berliner Kunstausstellung zeigte

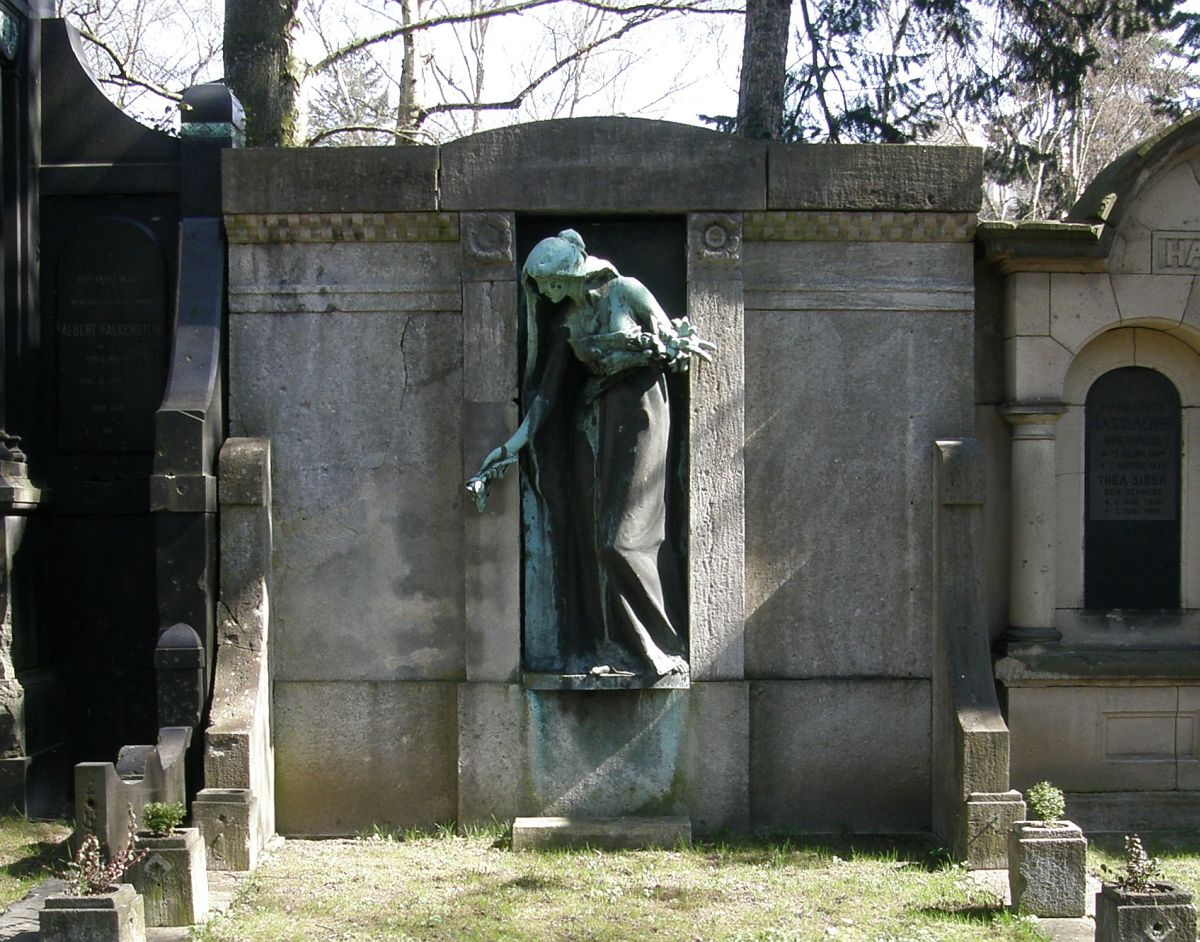
Friedhof Wilmersdorf in Berlin; Grabmal Wislicenus-Finzelberg. Hier beigesetzt sind Hermann Wislicenus, Hermann Finzelberg, Hans Wislicenus und Lilli Wislicenus-Finzelberg

Hans Wislicenus war das dritte von vier Kindern des Historienmalers Hermann Wislicenus. Der Admiralitätsrat und Marineschriftsteller Georg Wislicenus (1858–1927) und der Maler Max Wislicenus (1861–1957) waren seine Brüder. 1896 heiratete er seine Cousine Lilli Wislicenus-Finzelberg, mit der er bereits einen Großteil seiner Kindheit und Jugend verbrachte, da diese bis zum 15. Lebensjahr im Haushalt von Hermann Wislicenus aufwuchs. 1898 bekamen sie den Sohn Hans Hermann Wislicenus, der später als Maler den Künstlernamen Jean Visly annahm.
Von 1882 bis 1889 studierte Hans Wislicenus an der Kunstakademie Düsseldorf. Anschließend setzte er seine Studien in Paris fort, unter anderem bei Eugène Carrière. Erstmals stellte Hans Wislicenus auf der Internationalen Kunstausstellung in Berlin im Jahre 1891 aus. Er zeigte dort sein Werk Reise-Intermezzo vor 200 Jahren.  In den Folgejahren stellte er auch regelmäßig auf den jährlich stattfindenden Großen Berliner Kunstausstellungen aus. In späteren Jahren spezialisierte sich Hans Wislicenus auf Porträts. So porträtierte er im ersten Drittel des 20. Jahrhunderts zahlreiche Persönlichkeiten der gehobenen Berliner Gesellschaft.
Hans Wislicenus verstarb am Abend des 13. Dezember 1939 in seiner Wohnung in der Mommsenstraße 5 in Charlottenburg an Magenkrebs. Seine Ehefrau starb am nächsten Morgen. Er liegt auf dem Friedhof Wilmersdorf an der Seite seiner Frau und seiner Schwiegereltern begraben. Das Grab ist geschmückt mit der Grabskulptur einer Trauernden, die seine Frau Lilli Wislicenus-Finzelberg 1910 geschaffen hat.